# Likurg (król Tracji)
Likurg – w mitologii greckiej król Edomów w Tracji, który sprzeciwiał się wprowadzeniu kultu Dionizosa, za co ten zesłał na niego szaleństwo. Mit stanowi świadectwo ścierania się różnych kultów i religii w starożytnej Grecji.